# Трусевич, Николай Александрович
Николай Александрович Трусевич (9 (22) ноября 1909, Одесса, Российская империя — 24 февраля 1943, Киев, Рейхскомиссариат Украина, III Рейх) — советский футболист, вратарь, игрок в одесских командах «Пищевик» и «Динамо», позже в киевском «Динамо».
Участник матчей в оккупированном Киеве в 1942 году (с 7 июня по 16 августа) в составе команды «Старт», собранной из игроков киевских клубов «Динамо» и «Локомотива».

## Биография
В чемпионатах СССР 65 матчей и в 1941 — 8 игр. Двукратный призёр чемпионата СССР 1936 (весна), 1937. Участник победного матча со сборной клубов Турции (1936), триумфа сборной Украины в матче с «Ред Стар» (Париж, Франция) в 1935 году, матча со сборной Басконии (1937). В 1935 году в опросе «Футболист года Украины» занял третье место.
В ходе работы над фильмом «Вратарь» привлекался в качестве консультанта съёмочной группы.
Расстрелян 24 февраля 1943 года в Сырецком концлагере вместе с другими футболистами «Динамо» — Иваном Кузьменко и Алексеем Клименко.
Николай Старостин, советский футболист и хоккеист, один из первых руководителей спортивного общества «Спартак» в своей книге «Звёзды большого футбола» отмечал оригинальную манеру игру вратаря и его трагическую смерть: «…его дарование было самобытным, никого из своих предшественников он не копировал. Безвременная смерть от рук гестаповцев вместе с другими игроками киевского „Динамо“ не позволила его таланту развернуться в полную меру. Но имя Трусевича, как гражданина и выдающегося вратаря, останется в памяти всех, кто знает и любит наш советский футбол». Вошёл в число лучших футболистов Одессы XX века. В память о Николае Трусевиче с 1966 года ежегодно проводится Кубок Одесской области.

## Награды
- Медаль «За отвагу» (1965, посмертно награждён в канун 20-летия Победы)[2]

## Образ в литературе
- П. Северов, Н. Халемский. «Последний поединок» (1959) — Николай Русевич.

## В кинематографе
- Третий тайм (фильм, 1962) — актёр Геннадий Юхтин.
- Матч (фильм, 2012) — Сергей Безруков.